# Žandarmerijske snage Vatikanskog Grada
Žandarmerijske snage Države Vatikanskog Grada (tal. Corpo della Gendarmeria dello Stato della Città del Vaticano) je žandarmerija, odnosno policija i sigurnosna služba Vatikanskog Grada. Ova jedinica zadužena je za sigurnost, javni red, graničnu kontrolu, kontrolu prometa, provođenje kaznene istrage i obavljanje drugih policijskih poslova u Vatikanu. Ima oko 130 službenika, a dio je Uprave za sigurnosne poslove i civilnu zaštitu, kao tijela Guvernorata Države Vatikanskog Grada. Na čelu ove uprave je zapovjednik žandarmerijske i vatrogasne postrojbe. 
Za sigurnost u Vatikanu skrbi i Švicarska garda, vojna postrojba Svete Stolice (ne Države Vatikanskog Grada!).

## Poveznice
- Vatikan
- Švicarska garda